# O Primo Basílio (1959)
O Primo Basílio (Portugiesisch für „Der Vetter Basilio“) ist ein Filmdrama des portugiesischen Regisseurs António Lopes Ribeiro aus dem Jahr 1959. Es ist eine von vielen Verfilmungen des 1878 erschienenen satirischen Liebesromans Vetter Basilio, eines der bekanntesten Werke des portugiesischen Schriftstellers José Maria Eça de Queiroz. Es war der letzte abendfüllende Spielfilm des Regisseurs.
Der Film wird zwar durch einige Musikeinlagen und gelegentliche heitere Szenen aufgelockert, insgesamt kann er aber nicht dem Genre der Comédia portuguesa zugeordnet werden.

## Handlung
Im Lissabon des Jahres 1876 ist die großbürgerliche Luísa mit dem Bergbauingenieur Jorge verheiratet. Als er einige Zeit für seine Arbeit fort von zuhause ist, wird sie von ihrem Vetter Basílio verführt, einer alten Jugendliebe, zu dem sie die Verbindung vor Jahren beendete, woraufhin Basílio nach Brasilien ging und von dort vermögend und leichtlebig zurückkam.
Juliana, die böswillige und unzufriedene Zimmerzofe Luísas, bringt verräterische Briefe Luísas an Basílio an sich und erpresst sie damit, zudem kursieren erste Gerüchte in der neugierigen Nachbarschaft. Basílio entzieht sich der sich zuspitzenden Situation, in dem er ohne Luísa nach Frankreich geht, während sie allein mit ihren Problemen zurückbleibt und darüber erkrankt.
Als ihr Mann Jorge nach Monaten zurückkehrt, findet er seine Frau unerklärlich krank vor. Besserung verschafft sich Luísa, als ihr ein Freund die verräterischen Briefe Juliana entwenden kann, die daraufhin vor Gram tot zusammenbricht. Doch als ein vertraulicher Brief, in dem Basílio seine Rückkehr ankündigt, durch einen Zufall nicht von Luísa, sondern ihrem Mann Jorge gelesen wird, verschlechtert sich ihr Zustand unter den Vorwürfen ihres Mannes erneut. Jorge vergibt seiner Frau angesichts ihres Gesundheitszustandes, jedoch kann sie sich nicht mehr erholen und stirbt schließlich, noch bevor Basílio zurückkehrt.
Basílio findet danach die Wohnung Luísas und Jorges leer vor und entblößt dem Zuschauer seinen egoistischen Charakter durch wenig mitfühlende Bemerkungen über die verstorbene Luísa, die ihm nichts weiter als ein Zeitvertreib gewesen war.

## Rezeption
Der Film kam am 1. Dezember 1959 in die Kinos. Er wurde kein besonderer Publikumserfolg und vertiefte die Erkenntnis des Regisseurs, dass sich das Portugiesische Kino der 1950er Jahre in einer tiefen Krise befand. Es wurde sein letzter Spielfilm und Ribeiro verlegte sich danach ganz auf Dokumentarfilme für die Propaganda des Estado Novo-Regimes.
Die zeitgenössische wie die spätere Kritik lobten zwar die handwerklich solide Inszenierung des Films und einige Schauspielerleistungen, etwa die überzeugende Darstellung der durchtriebenen Juliana (Cecília Guimarães) oder der Dona Felicidade (Aura Abranches). Doch sah sie den Film insgesamt als weit hinter der Kraft der Romanvorlage zurückliegend an, zu eng blieb der Film an der Textvorlage, ohne seinen ironischen Humor oder die vielschichtigen Persönlichkeiten filmisch umgesetzt zu haben. Zudem ist der Film durch die erzkonservativen Moralvorstellungen der Estado Novo-Diktatur eingeengt, so dass dem Film die augenzwinkernden und spielerischen Andeutungen aus dem Roman fehlen. Auch wurde die weibliche Hauptrolle, mit den damals als gewagt geltenden Kussszenen, von keiner einheimischen Schauspielerin, sondern von der blonden Französin Danik Patisson gespielt, deren Stimme nachsynchronisiert werden musste.
Der Film wurde nach Restauration durch die Cinemateca Portuguesa von Lusomundo als VHS-Kaufkassette und später als DVD wiederveröffentlicht, 2014 erschien er erneut als remasterte DVD bei NOS Audiovisuais in der Serie Clássicos Portugueses.